# Ramon Nonat
Ramon Nonat (Portell, 1204 - Cardona, 
1240) fou un religiós mercedari, cardenal. És venerat com a sant de l'església catòlica.

## Hagiografia

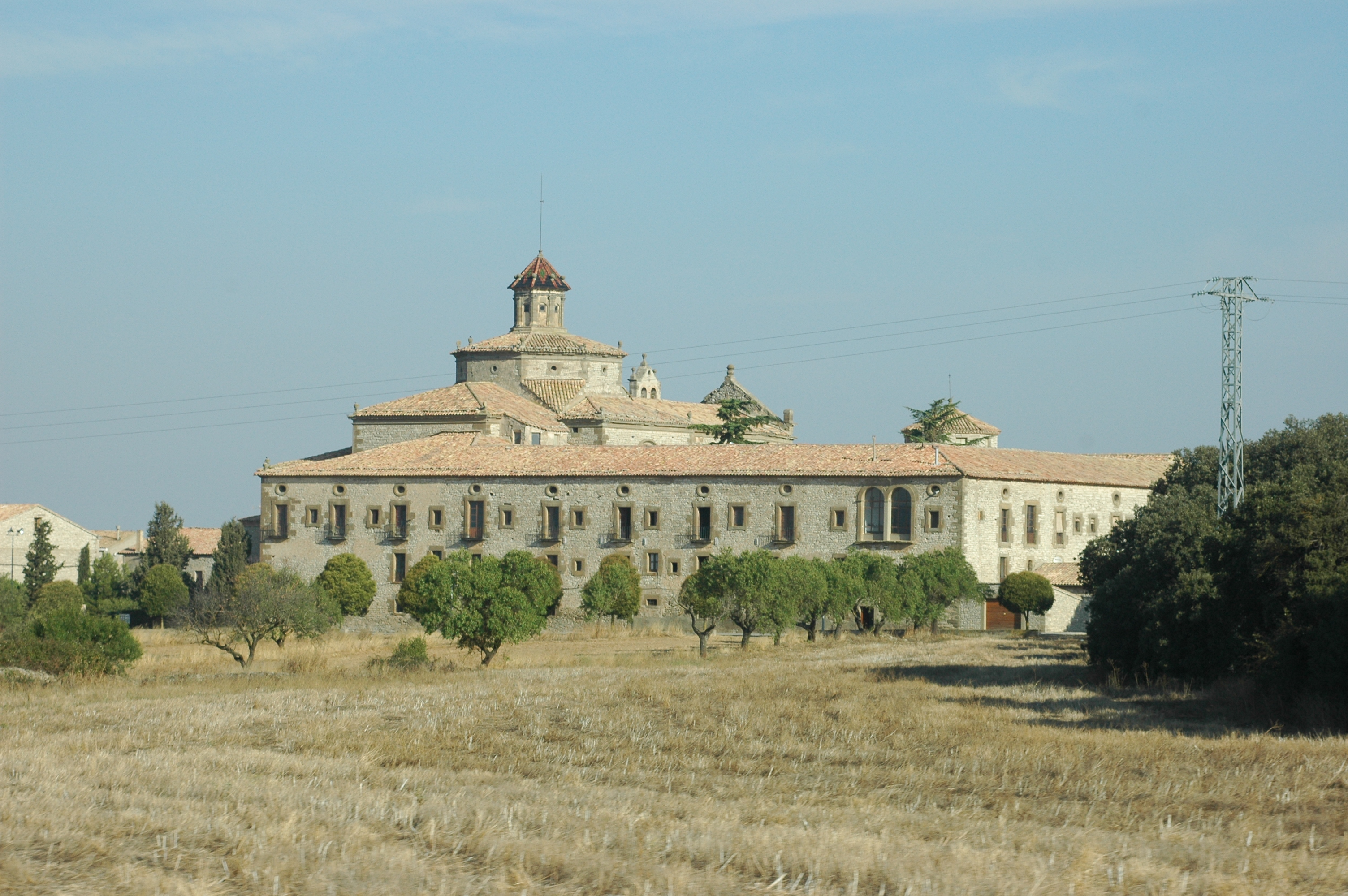
Convent de Sant Ramon de Portell

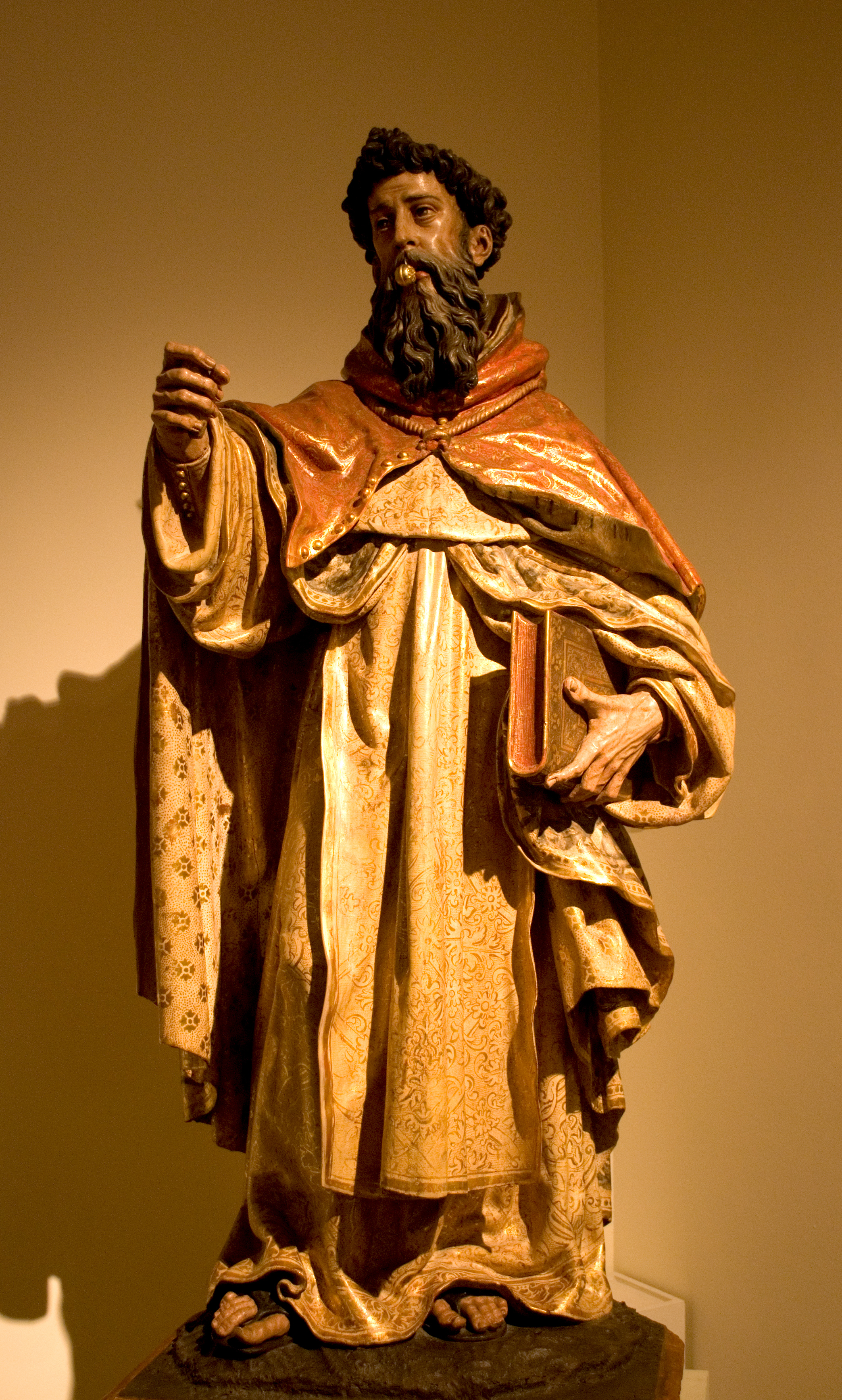
Talla de Juan de Mesa, 1627 (Sevilla, Museo de Bellas Artes)

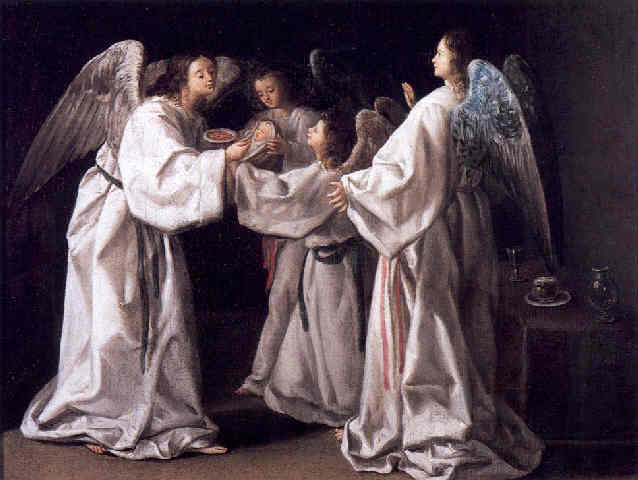
Sant Ramon alimentat pels àngels, per un seguidor d'Eugenio Cajés, 1630

La tradició l'anomena Nonat (que no ha nascut) perquè va ser extret del cos de la seva mare, que havia mort el dia anterior, fent servir una arma de tall (el que pot recordar una cesària); això va ocórrer al Portell, l'any 1204. Estava emparentat amb la família noble dels Cardona, i fou el senyor de Cardona qui, amb la seva espasa o daga feu néixer el nadó. A la casa on va néixer s'aixecà la capella Sant Ramon de Portell, i a la llinda es pot llegir: "Ací es nat Sant Ramon Nonat".
En la seva joventut va ser pastor, i portava el seu ramat fins a una ermita on es venerava la Mare de Déu mogut per la devoció que sentia per ella. Més tard sent parlar de Pere Nolasc, que buscava gent per formar l'Orde dels Cavallers de la Mercè per a rescatar cristians captius dels musulmans, i decideix de formar part de l'orde, on ingressa als 21 anys.
Ja mercedari, en els seus viatges a l'Àfrica per a alliberar captius es va bescanviar per un presoner i s'hi va quedar com a ostatge. D'aquestes redempcions de captius en destaquen tres: una a València, encara en mans musulmanes, en 1224, on alliberà 233 captius; una segona a Alger, amb 140 captius lliures; i, cinc anys més tard, una altra també a Alger, amb 150 captius. A la presó continuava predicant i convertint musulmans; la tradició diu que els guardes, per impedir-li-ho, li van foradar els llavis fent-hi passar un cadenat.
Va ser rescatat per l'orde i va tornar a Barcelona el 1239. Morí poc després, el 1240, al castell de Cardona (Bages), on era de camí cap a Roma. Sentint-s'hi morir, va demanar el viàtic i, com que el sacerdot no arribava, fou un àngel o fins i tot el mateix Jesucrist qui, segons una llegenda pietosa, li donà l'eucaristia.
La tradició diu que el papa Gregori IX el nomenà cardenal diaca de Sant Eustaqui Sant'Eustachio el 1240, però, com que no va arribar a anar a Roma, i no va poder participar en la cerimònia especial de nomenament de cardenals, anomenada "Consistori papal", no va ser proclamat finalment cardenal-diaca de Sant Eustaqui, encara que sí que se l'en considera; la iconografia el sol mostrar amb capel cardenalici als seus peus per aquest nomenament. L'historiador Agostino Paravicini Bagliani ha cercat sobre sant Ramon Nonat i no consta documentació seva com a cardenal: el cardenal nomenat en 1239 pel papa fou Robert Somercotes, que el mateix any utilitzà un títol cardenalici de rang superior. Aquest clergue anglès signava amb el seu títol tota la documentació papal d'entre el 1239 (any de la mort del titular de l'anterior cardenal-diaca de Sant'Eustachio, el també anglès Guy de Durham), i el 1241 va assistir al conclave d'aquest darrer any. Fets com aquests, malgrat la seva popularitat i veneració, fan que alguns historiadors posen en dubte seva historicitat. Creuen que, possiblement, es tracta d'un desdoblament, teixit per la tradició, de la figura de Ramon de Penyafort o de notícies sobre el també mercedari Ramon de Blanes.

## Veneració
Sant molt venerat. Sembla que el seu culte ja havia estat autoritzat pel papa Benet XIII d'Avinyó, segons indica l'acta de beatificació del papa Urbà VIII de 9 de maig de 1626. Fou inscrit en el Martirologi Romà amb el títol de "sant" pel papa Alexandre VII el 7 d'agost de 1657. El 13 d'agost de 1669 el papa Climent IX estengué el seu culte a tota l'Església Catòlica, i el 10 de març de 1681 el papa Innocenci XI fixà la seva festivitat el 31 d'agost. Des del 1969 és una festa d'àmbit local. L'orde mercedari va fer bastir un convent al lloc del seu pretès naixement; construït entre els segles xvii i XVIII, és el Convent de Sant Ramon (la Segarra), meta de pelegrinatges i romeries.
Al Portell però també al Castell de Cardona on va morir, a la seva parròquia de Barcelona, a Coma-ruga, a Sant Boi de Llobregat, a Santa Eulàlia de Riuprimer, l'Albió i molts altres llocs hi ha Goigs dedicats a la veneració d'aquest sant. Per les circumstàncies del seu naixement, sant Ramon Nonat és el patró de les embarassades, de les parteres i dels parts.

## Iconografia
Se l'acostuma a representar vestit amb l'hàbit propi de l'orde de la Mercè al qual va pertànyer (mostrant habitualment l'escut d'aquest orde religiós al pit). Sovint, l'hàbit es complementa amb dues peces pròpies de la indumentària de les altres dignitats de l'església catòlicaː un mantellet i un roquet. També pot tenir un capel cardenalici als seus peus. Els seus atributs més característics són una custòdia o ostensori que alça amb la mà dreta i que fa referència a la comunió que va rebre miraculosament just abans de morir i una palma que fa referència al seus patiments i que té la peculiaritat d'anar cenyida amb tres corones que segons unes fonts simbolitzen les tres redempcions i segons unes altres fonts simbolitzen la castedat, l'eloqüència i el martiri (una palma amb tres corones és també l'atribut de Sant Pere Màrtir). Un atribut curiós que a vegades se li afegeix és un candau que li tanca la boca, en referència al càstig que li van imposar els seus perseguidors perquè deixés de predicar. A vegades també porta un llibre de grans dimensions sota el braç.
Molt sovint es troba representat juntament a altres sants pertanyents a l'orde de la Mercè com Sant Pere Nolasc, Sant Pere Ermengol o Santa Maria de Cervelló.
Obresː

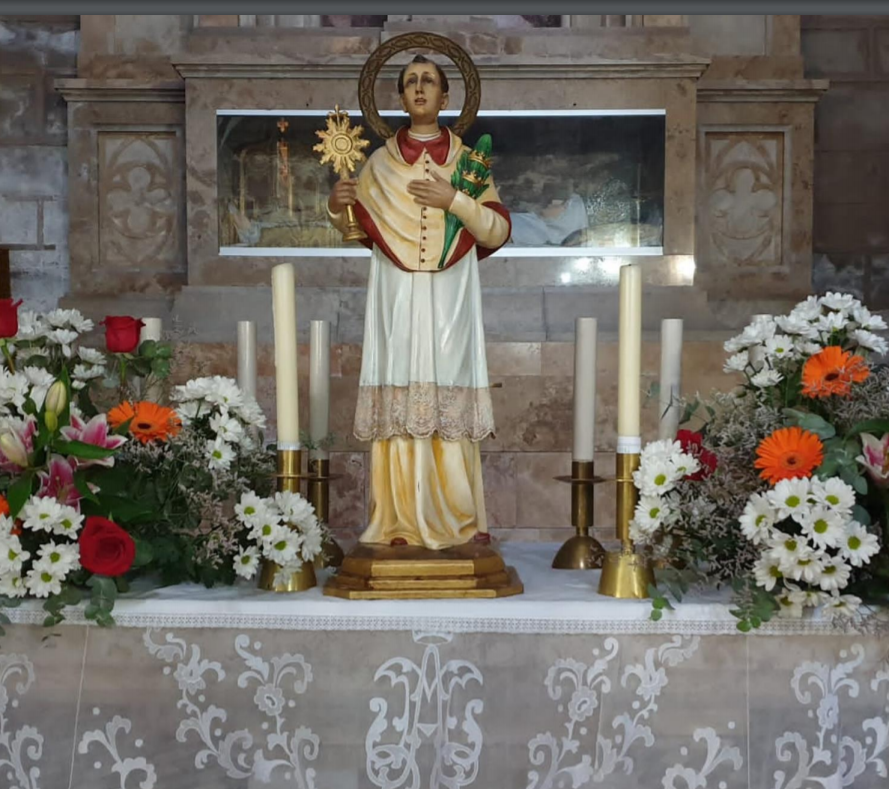
Imatge de Sant _Ramón Nonat a Sagunt.

- Imatge de Sant _Ramón Nonat a Sagunt.Façana i retaule del Santuari de Sant Ramon Nonat.
- Martiri de Sant Ramon Nonat, pintura de Vicente Carducho, cap a 1600 (Museu del Prado)
- Sant Ramon Nonat adorant l'Eucaristia, de Jeroni Jacint Espinosa, segle xvii (Museu del Prado)
- Aparició de la Mare de Déu a Sant Ramon Nonat, de Francisco Pacheco, segle xvii (Museu de Belles Arts de Sevilla)
- Sevilla. Museu de Belles Arts. Sant Ramon Nonat, de Juan de Mesa (1627). Una altra imatge del mateix autor es conserva al Palau de Medina Sidonia, a Sanlúcar de Barrameda.
- Múrcia. Escultura a la façana de l'església conventual de la Mercè (1713)
- Retaule de Sant Ramon Nonat a l'església parroquial de Sant Martí de Maldà, obra d'Isidre Espinalt, 1716 (perdut)
- Figura del retaule barroc del Miracle, obra de Carles Morató (1747-1758)
- Figura del retaule de la Mare de Déu de la Mercè, a la catedral de Solsona, obra de Carles Morató (1776)
- Cervera. Església de Santa Maria. Vitrall, obra de Rigalt (1883)
- Vil·la Joana (Vallvidrera, Barcelona). Retaule de la capella (segle XX)
- Sagunt. Escultura. (segle XX)